# فرانك جارفيس
فرانك جارفيس (بالإنجليزية: Frank Jarvis)‏ (و. 1878 – 1933 م) هو عداء سريع، ومنافس ألعاب قوى أمريكي، شارك في الألعاب الأولمبية الصيفية 1900، توفي عن عمر يناهز 55 عاماً.

## التعليم
تعلم في جامعة برنستون.

## روابط خارجية
- فرانك جارفيس على موقع أوليمبيديا (الإنجليزية)